# إريك تشرتش
إريك تشرتش (بالإنجليزية: Kenneth Eric Church) هو عازف قيثارة وملحن وموسيقي ومغني ومغن مؤلف أمريكي، ولد في 3 مايو 1977 في غرانيت فالس في الولايات المتحدة.

## وصلات خارجية
- الموقع الرسمي
- إريك تشرتش على موقع IMDb (الإنجليزية)
- إريك تشرتش على موقع ميوزك برينز (الإنجليزية)
- إريك تشرتش على موقع رولينغ ستون (الإنجليزية)
- إريك تشرتش على موقع إن إن دي بي (الإنجليزية)
- إريك تشرتش على موقع أول ميوزيك (الإنجليزية)
- إريك تشرتش على موقع ديسكوغز (الإنجليزية)
- إريك تشرتش على موقع قاعدة بيانات الفيلم (الإنجليزية)